# Лун Цзя
Лун Цзя (кит.: 龙佳; нар. 29 серпня 1998) — китайська борчиня вільного стилю, срібна призерка чемпіонату світу, чемпіонка Азії, срібна призерка Кубку світу, учасниця Олімпійських ігор.

## Життєпис
Почала займатися спортом у 2010 році.
У 2018 році Генеральне управління спорту Китаю присвоїло їй звання Елітної спортсменки національного класу.
У 2021 році на олімпійському кваліфікаційному турнірі в Алмати посіла перше місце, здобувши ліцензію на літні Олімпійські ігри в Токіо. На Олімпіаді Лонг Джіа перемогла в першому раунді з рахунком 3:2 представниці США Кайлу Міракл, але поступилася у чвертьфіналі представниці України Ірині Коляденко (туше). Оскільки українська спортсменка не пройшла до фіналу, Лонг Джіа не змогла взяти учать у втішних сутичках за бронзову нагороду, посівши у підсумку дев'яте місце.
Виступає за спортивний клуб провінції Юньнань. Тренер Сюй Куйюань (національний).
Отримала освіту (фізичне виховання) — Юньнаньському аграрному університеті в Куньміні.

## Спортивні результати на міжнародних змаганнях

### Виступи на Олімпіадах
| Змагання                    | Збірна | Вагова категорія          | Місце |
| --------------------------- | ------ | ------------------------- | ----- |
| Літні Олімпійські ігри 2020 | Китай  | жіноча боротьба, до 62 кг | 9     |

### Виступи на Чемпіонатах світу
| Змагання                        | Збірна | Вагова категорія          | Місце  |
| ------------------------------- | ------ | ------------------------- | ------ |
| Чемпіонат світу з боротьби 2022 | КНР    | жіноча боротьба, до 65 кг | Срібло |
| Чемпіонат світу з боротьби 2023 | КНР    | жіноча боротьба, до 62 кг | 19     |

### Виступи на Чемпіонатах Азії
| Змагання                       | Збірна | Вагова категорія          | Місце  |
| ------------------------------ | ------ | ------------------------- | ------ |
| Чемпіонат Азії з боротьби 2023 | КНР    | жіноча боротьба, до 65 кг | Золото |

### Виступи на Азійських іграх
| Змагання           | Збірна | Вагова категорія          | Місце |
| ------------------ | ------ | ------------------------- | ----- |
| Азійські ігри 2022 | КНР    | жіноча боротьба, до 62 кг | 5     |

### Виступи на Кубках світу
| Змагання                    | Збірна | Вагова категорія | Місце  |
| --------------------------- | ------ | ---------------- | ------ |
| Кубок світу з боротьби 2022 | КНР    | команда          | Срібло |

### Виступи на інших змаганнях
| Змагання                                                     | Збірна | Вагова категорія          | Місце  |
| ------------------------------------------------------------ | ------ | ------------------------- | ------ |
| Меморіал Маттео Пелліконе 2020                               | КНР    | жіноча боротьба, до 62 кг | Бронза |
| Олімпійський кваліфікаційний турнір з боротьби 2020 (Алмати) | КНР    | жіноча боротьба, до 62 кг | Золото |
| Меморіал Іона Корнеану і Ладислава Сімона 2022               | КНР    | жіноча боротьба, до 65 кг | Золото |
| Відкритий чемпіонат Загреба з боротьби 2023                  | КНР    | жіноча боротьба, до 62 кг | 7      |
| Турнір К. У. Кожомкула і Р. Санатбаєва 2023                  | КНР    | жіноча боротьба, до 62 кг | Бронза |